# 모로 이슬람 해방전선
모로 이슬람 해방전선(아랍어: جبهة تحرير مورو الإسلامية 자브하트 타흐리르 모로 알이슬라미야[*], 영어: Moro Islamic Liberation Front)은 민다나오섬을 근거지로 활동했던 필리핀의 이슬람주의 무장, 정치 조직이다. 1978년에 창설되어 필리핀 정부를 상대로 무장 활동을 벌였으며 2014년 3월 27일 정부와 평화 협정을 맺고 해산했다. 현재 해산 후에도 일부 잔당들이 필리핀 정부에 대항하며 이슬람주의 무장 활동을 벌이고 있다.

## 같이 보기
- 이슬람 민주주의 정당 목록
- 모로 민족해방전선
- 모로족